# Gianbattista Servidati
Gianbattista Servidati (Casalmaiocco, 6 giugno 1927 – ...) è stato un calciatore italiano, di ruolo portiere.

## Carriera
Giocò in Serie A con Vicenza e Verona. In Serie B sei stagioni con il Marzotto e tre stagioni con il Fanfulla di Lodi.

## Palmarès

### Club

#### Competizioni nazionali
- Serie C: 1

Fanfulla: 1948-1949